# ОШ „Павле Илић Вељко” Душановац
ОШ „Павле Илић Вељко” у Душановцу државна је установа основног образовања која је почела са радом 1846. године.

## Школа у Михајловцу
Школске 1919/1920. године четворогодишња школа са приправним разредом у школи у Михајловцу (основана 1836. године) ради са три одељења као мешовита школа мушке и женске деце. Од 1952/53.године, четворогодишња школа прераста у шестогодишњу, а од 1959/60. школске године у Основну школу.
Године 1992. отворена је нова, савремена, функционална школска зграда која испуњава све стандарде за квалитетан рад, а градњу је инвестирао ХЕ Ђердап 2. Од 1995. године почиње међутим нагло исељавање становништва у иностранство и смањење броја ученика. Задња генерација завршила је осми разред у овој школи 2012/13. године. Школа поново постаје четвороразредна, а данас ради са једним одељењем које наставу прати у једној учионици.  

## Матична школа у Душановцу
Матична школа у Душановцу, такође, школа је са дугом традицијом. Након преживљених тешких времена, када је била препуштена зубу времена, ове године је добила нови кров на једном свом делу. 